# Vranín
Vranín (německy Franing) je vesnice, místní část města Moravských Budějovic, vzdálených asi šest kilometrů na severozápad. Ve vesnici žije 115 obyvatel.

## Název
Název obce se může vztahovat k osobnímu jménu Vrána. Vrána mohl být zakladatelem nebo majitelem vsi, nazývané podle něj Vranínův dvůr nebo Vranova ves.

## Historie
První písemná zmínka o obci se datuje do roku 1351. V letech 1416 až 1448 v obci byla osídlena tvrz, ta posléze byla opuštěna a v letech 1536 a 1545 byla již opuštěna.
Kolem roku 1520 vznikla nedaleko původního Vranína nová ves, pojmenovaná Horní Vranín. Starší ze dvou vsí se od té doby kvůli odlišení od nového sídliště nazývala Dolní Vranín. Obě vsi, ač podobného jména a ležící velmi blízko u sebe, měly nejprve rozdílné osudy. Zatímco Horní Vranín byl připojen k panství jaroměřickému, Dolní Vranín spadal pod panství moravskobudějovické. Každá z nich užívala i vlastní pečeť. Rozděleny byly obce i co se týče duchovní správy – Horní Vranín patřil pod faru v Domamili, naproti tomu Dolní Vranín byl přifařen do Lukova a tento stav setrvával až do roku 1784, kdy byl rovněž připojen k Domamili.
Roku 1796 prodal hrabě Dominik Kounic-Rittberg Horní Vranín majiteli Moravských Budějovic hraběti Josefu Wallisovi, čímž byly obě obce spojeny v panství moravskobudějovickém, jehož součástí pak byly až do roku 1849. V roce 1850 byly začleněny do politického okresu Znojmo, v roce 1896 pak přešly pod nově utvořené Okresní hejtmanství v Moravských Budějovicích. Kolem roku 1905 obě obce splynuly v jeden celek. V roce 1912 pak došlo k jejich oficiálnímu sloučení, s nímž souvisela i změna názvu na Vranín a přečíslování domů. V letech 1949–1960 byl Vranín součástí bývalého okresu Moravské Budějovice, od roku 1960 spadal pod okres Třebíč. Od roku 1980 je veden jako integrovaná obec města Moravské Budějovice. Místní samosprávu vykonává osadní výbor, do jehož čela byl v roce 2007 opětovně zvolen Ing. Drahoslav Bastl.
Vranín býval vždy převážně zemědělskou obcí, její obyvatelé se zabývali pěstováním plodin a chovem dobytka. Roku 1843 bylo v obou Vranínech dohromady uváděno 16 sedláků – pololáníků s výměrou 19 až 23 jiter půdy, 3 čtvrtláníci 3 osminící a 20 domkářů. V roce 1911 byli v obci kromě selských usedlostí zmiňováni 1 hostinský, 1 obchodník smíšeným zbožím, 1 podkovář, 1 krejčí a 1 prodejce tabáku. Po určitou dobu fungovala v obci jednotřídní základní škola, založená v roce 1904, která byla definitivně zrušena až r. 1977. JZD zde bylo založeno až roku 1957, v současnosti na zemědělské půdě hospodaří Zemědělské družstvo Lesonice. Působí zde hasičský sbor. Nová požární zbrojnice byla postavena v roce 1963, nyní slouží i ke konání kulturních akcí.
Z rodin žijících v současnosti ve Vraníně zde nejdéle sídlí původně selské rody s příjmením Doležal (připomíná se již v polovině 17. stol.), Klimeš, Kuba, Ryšánek, Bastl (od r. 1796) a František.
V roce 2021 byla dokončena výsadba nového remízku.
| Rok            | 1869 | 1880 | 1890 | 1900 | 1910 | 1921 | 1930 | 1950 | 1961 | 1970 | 1980 | 1991 | 2001 |
| -------------- | ---- | ---- | ---- | ---- | ---- | ---- | ---- | ---- | ---- | ---- | ---- | ---- | ---- |
| Počet obyvatel | 299  | 319  | 293  | 312  | 279  | 282  | 273  | 213  | 208  | 202  | 184  | 151  | 149  |

## Pamětihodnosti
- pomník padlým první světové války zbudovaný roku 1926
- boží muka na návsi
- dřevěná zvonička

## Významní rodáci a obyvatelé
- Josef Klimeš (16. března 1875, Dolní Vranín – 2. června 1899, Paříž) – sochař
- Stanislav Kuba (16. září 1918 – ?) – spisovatel
- Hedvika Vilgusová (roz. Jírová, 30. dubna 1946, Praha – 12. listopadu 2007, Praha) – malířka dětských knih